# Rhodopsin
Rhodopsin eller synspurpur findes i de lysfølsomme celler i øjets nethinde, stavene.
I stærkt lys spaltes rhodopsin, og dette er forenklet sagt den udløsende faktor for et aktionspotentiale.
I omgivelser med svag belysning sker der en adaptation i øjet, dvs at øjet tilpasser sig mørket ved at der i stavene opbygges gradvist mere og mere synspurpur.
Dette er grunden til at synet til stadighed (ca 30 min) forbedres i mørke omgivelser.
Rhodopsin kræver bl.a. A-vitamin for at kunne opbygges; mangel på vitaminet kan derfor medføre natteblindhed.